# Ulrich Mühe
Ulrich Mühe (n. 20 iunie 1953, Grimma, Germania - d. 22 iulie 2007, Walbeck, Germania) a fost un actor de teatru și film german.

## Biografie
Fratele său mai mare, Andreas Mühe, a preluat de la tatăl lor afacerea cu blănuri a familiei. Ulrich Mühe are o fiică, Anna Maria Mühe, împreună cu Jenny Gröllmann. În ultimii ani a trăit împreună cu Susanne Lothar, actriță de succes germană.
Alături de alți activiști, a inițiat, în noiembrie 1989, demonstrații împotriva regimului comunist din fosta RDG.

## Carieră
A lucrat cu scriitorul și regizorul de teatru Heiner Müller